# L'Om (Lladurs)
L'Om és una masia situada al poble de Lladurs, al municipi del mateix nom, al Solsonès, documentada des del 997.